# Cristinacce
Cristinacce é uma comuna francesa na região administrativa de Córsega, no departamento de Córsega do Sul. Estende-se por uma área de 20,45 km². 